# Пригнися і накрийся
«Пригнися і накрийся» (англ. Duck and Cover) — американський освітній фільм 1952 року про цивільну оборону, знятий за замовленням Федерального уряду США. Часто помилково характеризується як «пропагандистський фільм». Знаходиться в суспільному надбанні в США, внесений в Національний реєстр фільмів (у 2004 році). Жодна людина, яка брала участь у створенні фільму, в титрах не згадана.

## Про фільм
Прем'єра — 7 січня 1952 року.
Наприкінці 1940-х років США й СРСР вступили в Холодну війну. У США почали масово будувати бомбосховища, проводити роз'яснювальну роботу з населенням. Загальна назва цієї кампанії — «Пригнись і накрийся» (англ. Duck and cover). В однойменному фільмі стверджується, що ядерна війна може початися в будь-який момент, і всі американці мають бути до неї готовими. У зніманні брали участь школярі Нью-Йорка.
Значущість фільму багато критиків ставили під сумнів: звучали висловлювання, що цей фільм просто залякує американців Радянським Союзом вигуками про «червону загрозу», висміювалися надані в стрічці поради закривати голову газетою, лягати обличчям у землю тощо, оскільки все це ніяк не може врятувати від високої температури, радіації, осколків і уламків тощо.
Оскільки стрічка розрахована переважно на дітей, у ній є мультиплікаційні вставки.
Фільм спародійовано в епізоді «Вулкан» (1997) мультсеріалу «Південний парк», у мультфільмі «Залізний велетень» (1999) тощо.
У настільній грі «Сутінкова боротьба» є карта з відсиланням до фільму з такою ж назвою.

## Сюжет
Мультиплікаційна черепаха Берт — дуже обережна істота, і на його прикладі оповідач показує дітям, як поводитися під час ядерного вибуху, де б вони не перебували. Потрібно зайти в бомбосховище або просто лягти на підлогу чи землю і обхопити голову руками.

## В ролях
- Лео Ланглуа — Тоні, хлопчик на велосипеді
- Рей Мауер — співробітник цивільної оборони
- Роберт Мідлтон[en] — оповідач за кадром
- Карл Рітчі — черепаха Берт (озвучення)

## Примітка
1. ↑  http://www.ofdb.de/film/89926,Duck-&-Cover
2. ↑  Див. також ст. Фільми про соціальну поведінку[en](англ.)
3. ↑  The good news about nuclear destruction [Архівовано 6 листопада 2011 у Wayback Machine.] на сайті wnd.com, 24 серпня 2006
4. ↑  IMDB — Cast&Crew